# Narvska kultura
Narvska ali vzhodnobaltska kultura je bila evropska neolitska arheološka kultura lovcev in nabiralcev na ozemlju današnje Estonije, Latvije, Litve, Kaliningrajske oblasti (nekdanja Vzhodna Prusija) in sosednjih delov Poljske, Belorusije in Rusije. Narvska kultura, naslednica mezolitske kundske kulture, se je nadaljevala vse do začetka bronaste dobe. Časovno se je raztezala od okoli 5300 do 1750 pr. n. št. Ime je dobila po reki Narvi v Estoniji. 

## Tehnologija in artefakti
Ljudje narvske kulture so imeli malo virov kremena, zato so ga bili prisiljeni kupovati in ohranjati svoje vire. Med najdbami je zato zelo malo puščičnih konic iz kremena in vse kaže, da so ga pogosto ponovno uporabili. Narvska kultura se je opirala na lokalne materiale, kot so kost, rog in skrilavec. Dokaz, da so s kremenom trgovali, so koščki rožnatega kremena iz Valdajskih gora in veliko tipično narvske keramike na ozemlju nemanske kuture, medtem ko predmetov nemanske kulture na ozemlju narvske kulture niso našli. Obilna raba kosti in rogov je ena glavnih značilnosti narvske kulture. Orodja iz kosti, ki so se prevzela od predhodne kundske kulture, so najboljši dokaz kontinuitete narvske kulture skozi celoten  neolitik. Pokojne so pokopavali ležeče na hrbtu z malo grobnimi pridatki. Narvska kultura je uporabljala jantar in z njim trgovala. V Juodkrantėju so našli nekaj sto artefaktov. Med najbolj  znanimi je obredna palica, izrezljana iz roga v obliki glave losa, najdena v Šventojih.
Ljudje so bili predvsem ribiči, lovci in nabiralci. V srednjem neolitiku so počasi začeli uvajati živinorejo. Niso bili nomadi in so dolgo živeli v istih naseljih, kar dokazujejo številne najdbe keramike, smetišča in zgradbe, zgrajene ob jezerih in rekah za pomoč pri ribolovu. Lončenina je bila podobna tisti iz kulture  glavnikaste keramike, vendar je imela svoje značilnosti. Ena od najdlje trajajočih značilnosti je bilo mešanje gline z drugimi materijali, najpogosteje z zdrobljenimi polžjimi lupinami. Lončenina je bila narejena iz 6 do 9 cm širokih glinenih trakov in bila ob robu zelo skromno okrašena. Plovila so bila široka in velika. Višina in širina sta bili pogosto enaki. Dna so bila koničasta ali zaobljena, le najnovejši primerki so imeli ozka ravna dna. Od sredine neolitika je bila narvska keramika pod vplivom kulture trakaste keramike in sčasoma izginila v njej.

## Zgodovina raziskav
Arheologi so dolgo časa verjeli, da so bili prvi prebivalci regije Ugrofinci, ki so jih proti severu potisnili ljudje kulture trakasta keramike. Leta 1931 je latvijski arheolog Eduards Šturms prvi opazil, da so artefakti, najdeni v bližini jezera Zebrus v Latviji, drugačni in morda pripadajo ločeni arheološki kulturi. V zgodnjih petdesetih letih prejšnjega stoletja so bila izkopana naselja ob reki Narvi. Lembit Jaanits in Nina Gurina sta najdbe združila s podobnimi artefakti iz vzhodnega Baltskega morja in opisala narvsko kulturo.
Sprva so verjeli, da se je narvska kultura končala s pojavom kulture trakaste (vrvičaste) keramike, vendar so novejše raziskave to obdobje razširile na bronasto dobo. Ker je narvska kultura trajala več tisočletij in obsegala veliko ozemlje, so arheologi poskušali kulturo razdeliti na regije ali obdobja. V Litvi, na primer, sta  dve regiji: južna, pod vplivom nemanske kulture, in zahodna, z večjimi naselji v Šventojiju. Obstaja akademska razprava o tem, katero etnično skupino je predstavljala narvska kultura pred prihodom Praindoevropejcev: Ugrofince ali druge Evropejce. Prav tako ni jasno, kako se narvska kultura ujema s prihodom indoevropske kulture trakaste keramike in kroglastih amfor in nastankom baltskih plemen.

## Genetika
Mathieson je leta 2015 je analiziral veliko število posameznikov, pokopanih na pokopališču Zvejnieki, od katerih je bila večina povezana s kundsko in narvsko kulturo. Izolirana mtDNK je pripadala izključno haplotipom U5, U4 in U2. Kar zadeva Y-DNK, je velika večina vzorcev pripadala haplotipom R1b1a1a in haplotipom I2a1. Rezultati so potrdili, da sta kundska in narvska kultura imeli približno 70 % WHG (zahodni lovci-nabiralci) in 30 % EHG (vzhodni lovci-nabiralci). Za bližnjo sodobno kulturo jamsko-trakaste keramike je nasprotno ugotovljeno, da ima približno 65 % EHG. Ugotovljeno je bilo tudi, da je imel posameznik iz kulture trakaste keramike, ki je sčasoma nasledila narvsko kulturo, genetske povezave z jamnajsko kulturo.
Jones in drugi so leta 2017 pregledali ostanke moškega iz narvske kulture, pokopanega ok. 5780-5690 pr. n. št. Ugotovljeno je bilo, da je nosilec očetove haploskupine R1b1b in materine haploskupine U2e1. Ugotovljeno je bilo tudi, da imajo ljudje iz narvske kulture  in predhodne kundske kulture bližjo genetsko sorodnost z zahodnimi lovci in nabiralci (WHG) kot z vzhodnimi lovci in nabiralci (EHG).
Saag in drugi so leta 2017 pri moškem iz Narve določili haploskupino U5a2d.
Mittnik in drugi so leta 2018 analizirali 24 posameznikov iz Narve. Od štirih ekstrahiranih vzorcev Y-DNK je eden pripadal genu I2a1a2a1a, eden I2a1b, eden I in eden R1. Od desetih ekstrahiranih vzorcev mtDNK jih je osem pripadalo haplotipom U5, eden U4a1 in eden H11. Haplotipi U5 so bili pogosti med zahodnimi lovci-nabiralci (WHG) in skandinavskimi lovci-nabiralci (SHG). Zaznan je bil tudi genetski vpliv vzhodnih lovcev-nabiralcev (EHG).